# 神代辰巳
神代 辰巳（くましろ たつみ、1927年4月24日 - 1995年2月24日）は、日本の映画監督。佐賀県佐賀市水ヶ江町出身。

## 生涯
徴兵逃れのために九州帝国大学付属医学専門部に入学するも中退し、早稲田大学第一文学部を卒業。松竹の助監督を経て日活へ移籍。助監督時代に東宝のスター女優だった島崎雪子と結婚するも、10年ほどで離婚。デビュー作となった『かぶりつき人生』は、日活の衰退期とその内容もあってか、一般作としては日活史上最低の興行失敗となった。そのため、この後の日活の一般作の監督オファーはなかったが、ロマンポルノ路線とともに監督復帰。1972年に『一条さゆり 濡れた欲情』、1973年に『四畳半襖の裏張り』を発表。田中登、曽根中生とともに、ロマンポルノの代表的な監督と目された。
1974年には東宝に招かれて『青春の蹉跌』を監督。東映進出で芳しい評価を得られなかった田中登に対し、神代は『青春の蹉跌』でキネマ旬報ベストテン4位という高評価を得るなど、一般映画でも活躍し、ロマンポルノだけでなく、日本映画界の著名監督の一人となっていった。、その後ジャンル自体が衰亡するまで多くの人材を輩出した、ポルノ、ピンク映画出身監督の先駆者的存在だった。
1983年（昭和58年）に肺気胸で入院、肺結核に感染しており、片肺の機能はほとんど失われ、酸素ボンベを携えての生活を余儀なくされたが、それ以後も入退院を繰り返しながら監督業を続けた。
車椅子に乗っての撮影となった『棒の哀しみ』は、第37回ブルーリボン賞監督賞、作品賞を受賞したが、1995年（平成7年）2月8日、授賞式の5日前に急性肺炎で有隣病院に入院。同年2月24日に息を引き取った。
萩原健一は、自分の主演作『もどり川』へ監督のオファーを願い出るほどのファンであり、桃井かおりも「くまさん」と呼び、親しんでいた。身だしなみには気を遣う方でなく、桃井かおりによれば、「歯を磨かないことなど当たり前」だったほどである。1991年の竹中直人監督の『無能の人』では、カメオ出演ではない演技出演をしている。

## 受賞
- 1995年 - 第49回毎日映画コンクール監督賞
- 1995年 - 第37回ブルーリボン賞監督賞
- 1995年 - 第4回日本映画批評家大賞監督賞
- 1996年 - 第19回日本アカデミー賞会長特別賞[3]

## 監督作品

### 映画
- かぶりつき人生（1968年）
- 濡れた唇（1972年）
- 一条さゆり 濡れた欲情（1972年）[4]
- 恋人たちは濡れた（1973年）
- 女地獄・森は濡れた（1973年）
- やくざ観音・情女仁義（1973年）
- 四畳半襖の裏張り（1973年）
- 濡れた欲情・特出し21人（1974年）
- 四畳半襖の裏張り・しのび肌（1974年）
- 鍵（1974年）
- 青春の蹉跌（1974年）
- 赤線玉の井・ぬけられます（1974年）
- 宵待草（1974年）
- 櫛の火（1975年）
- アフリカの光（1975年）
- 黒薔薇昇天（1975年）
- 濡れた欲情・ひらけ!チューリップ（1975年）
- 悶絶!!どんでん返し（1977年）
- 壇の浦夜枕合戦記（1977年）
- 赫い髪の女（1979年）
- 地獄（1979年）
- 遠い明日（1979年）
- 少女娼婦・けものみち（1980年）
- 快楽学園・禁じられた遊び（1980年）
- ミスター・ミセス・ミス・ロンリー（1980年）
- 嗚呼!おんなたち 猥歌（1981年）
- 赤い帽子の女（1982年）
- もどり川（1983年）
- 美加マドカ・指を濡らす女（1984年）
- 恋文（1985年）
- 離婚しない女（1986年）
- ベッドタイムアイズ（1987年）
- 噛む女（1988年）
- 棒の哀しみ（1994年）
- インモラル・淫らな関係（1995年）※Vシネマ

### テレビドラマ
- 愛妻くん（1966年5月〜9月、TBS・日活）
- 愛妻くん 妻は何でも知りたがる（1966年10月16日、TBS・日活）
- 愛妻くん 再婚のすすめ（1966年12月4日、TBS・日活）
- 九月は幻の海 ※演出：第3、4話／脚本：第2、5、6話（1971年9月 - 10月、NTV・ユニオン映画）
- 恐怖劇場アンバランス「死骸を呼ぶ女」（1973年2月、CX・円谷プロダクション）
- 傷だらけの天使 第4話「港町に男涙のブルースを」、第6話「草原に黒い十字架を」（1974年、NTV・東宝・渡辺企画）
- 必殺からくり人・血風編 第3話「怒りが火を噴く紅い銃口」、第5話「死へ走る兄弟の紅い情念」※脚本のみ（1976年、ABC・松竹）
- 新木枯し紋次郎 第2話「年に一度の手向草」※兼脚本（1977年、東京12チャンネル）
- 黒岩重吾シリーズ「裂けた星」（1980年1月、MBS・テレパック）
- 土曜ワイド劇場「悪女の仮面 扉の影に誰かが…」（1980年1月12日、ANB・にっかつ）
- 傑作推理劇場「艶やかな罠」（1980年7月30日、ANB・三船プロダクション）
- 土曜ワイド劇場「仮面の花嫁 暗闇へのワルツ」（1981年3月14日、ANB・にっかつ）
- 火曜サスペンス劇場「空白迷路」（1982年1月19日、NTV）
- 土曜ワイド劇場「偽りの花嫁 私の父を奪らないで!」※脚本のみ（1982年5月29日、ANB・にっかつ）
- 月曜ワイド劇場「美しい女医の診察室II　浮気願望の人妻! 心臓発作の彼女は風呂場で何を見たか!?」（1984年3月26日、ANB）
- 火曜サスペンス劇場「愛の牢獄」（1984年6月26日、NTV・東宝）
- 金曜女のドラマスペシャル「殺意 城下町変死事件」（1984年12月21日、CX）
- 金曜女のドラマスペシャル「母の手紙」（1985年7月19日、CX・松竹芸能）
- 月曜ワイド劇場「美しい女医の診察室III　暴いた人妻の過去」（1985年8月12日、ANB）
- 土曜ワイド劇場「奥飛騨二重心中 通夜に抱かれる未亡人 復讐か、浮気か…」（1985年11月30日、ANB・にっかつ）
- 夏樹静子サスペンス 「独り旅」（1986年1月13日、KTV）
- 火曜サスペンス劇場「死角関係」※兼脚本（1987年4月28日、NTV）
- 金曜女のドラマスペシャル「蛇苺」（1987年5月29日、CX・松竹芸能）
- 現代恐怖サスペンス 「誰かが夢を覗いてる」（1987年8月3日、KTV・ヴァンフィル・円谷プロダクション）
- ザ・ドラマチックナイト「瑠璃の爪」（1987年10月30日、CX・松竹芸能）
- 女性作家サスペンス「Mの悲劇」全3回 ※兼脚本（1988年1月、KTV・東海映画社）
- 女性作家サスペンス「カフェ・オリエンタル」（1988年3月28日、KTV）
- 男と女のミステリー「となりの窓」（1989年2月17日、CX・東北新社）
- サントリーミステリー大賞スペシャル「死がお待ちかね グルメ・不倫・女の愛憎 函館殺人夜景」（1985年11月30日、ABC・スタッフアズバーズ）
- 火曜サスペンス劇場「殺意の団欒 15回目の「結婚記念日」を迎えた木島夫妻の場合」（1990年10月23日、NTV・メリエス）
- 新春ミステリースペシャル「花迷宮（2）‐上海からきた女」※脚本のみ（1991年1月4日、CX）
- 土曜ワイド劇場「盗まれた情事 青年医師が堕ちたエロスの罠!! 釣糸に仕掛けられた殺人トリック」（1995年7月1日、ABC・松竹芸能）
- 金曜エンタテイメント「怖い女シリーズ4 愛という名の牢獄」（1996年8月23日、CX・ニューテレス）

## 書籍
- 『神代辰巳 オリジナルシナリオ集』ダヴィッド社、1983年
- 『映画監督 神代辰巳』国書刊行会、2019年

## 神代辰巳を題材とした作品
- 『R★P ロマンポルノ』てしろぎたかし、久麻當郎著、ICE。関係者や日活への取材をもとにした”実録”マンガ。[5]